# Saint-Sulpice-la-Pointe
Saint-Sulpice-la-Pointe – miejscowość i gmina we Francji, w regionie Oksytania, w departamencie Tarn. W 2013 roku jej populacja wynosiła 8703 mieszkańców. Przez gminę przepływa rzeka Tarn. Nazwa miejscowości pochodzi od imienia św. Sulpicjusza. 

## Niezwykłe miejsca i zabytki

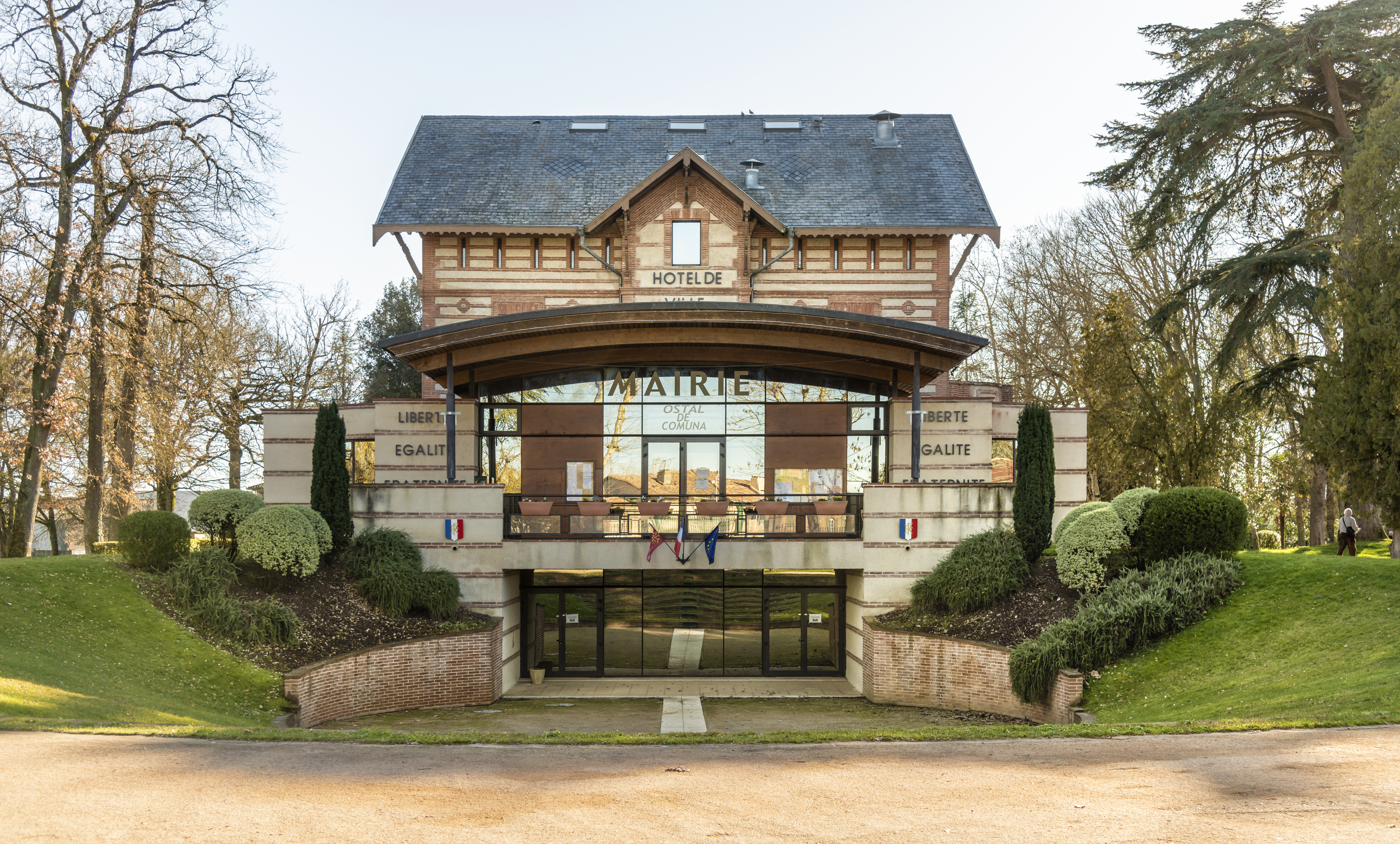
Ratusz
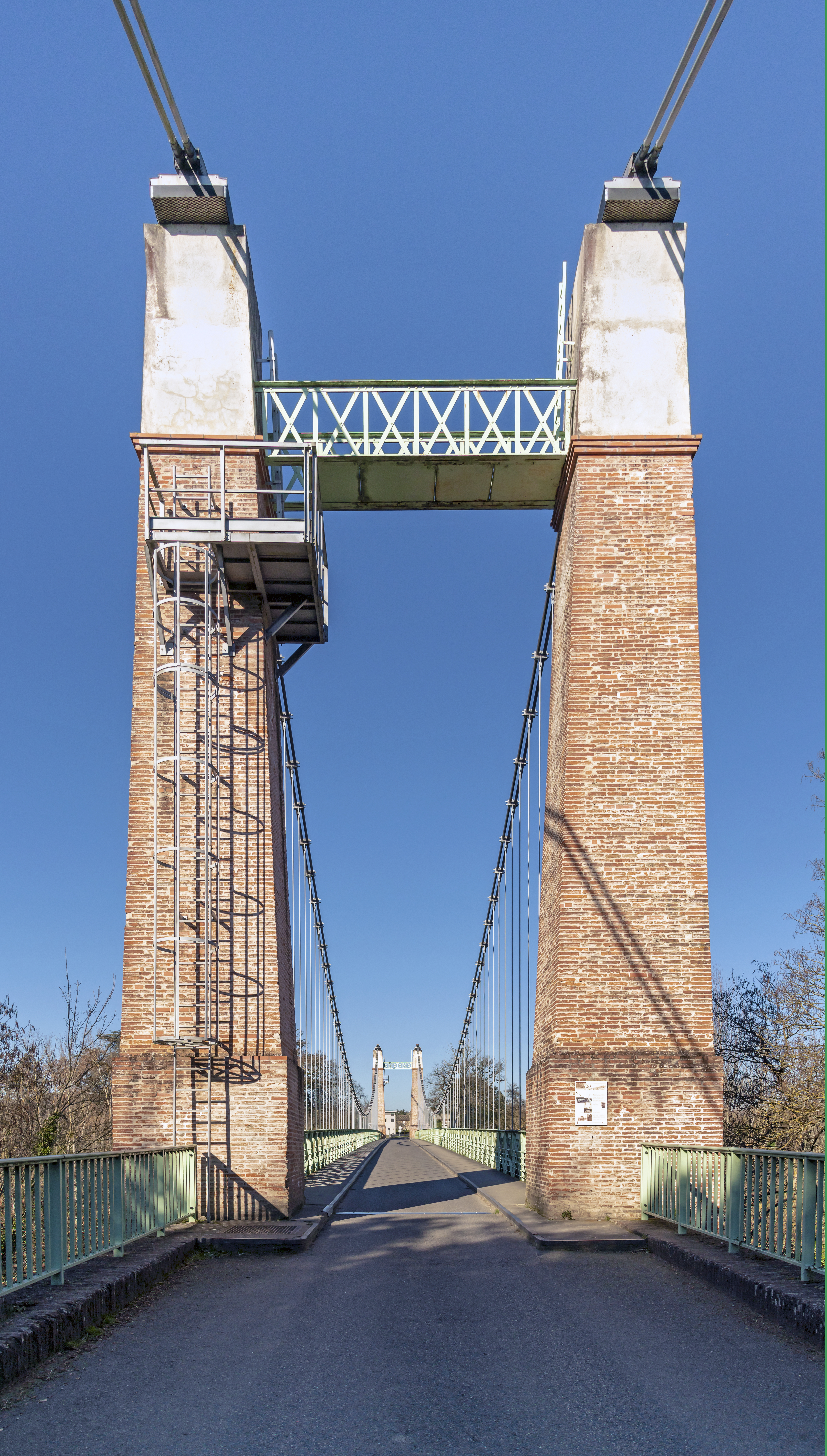
Most wiszący nad Agout.
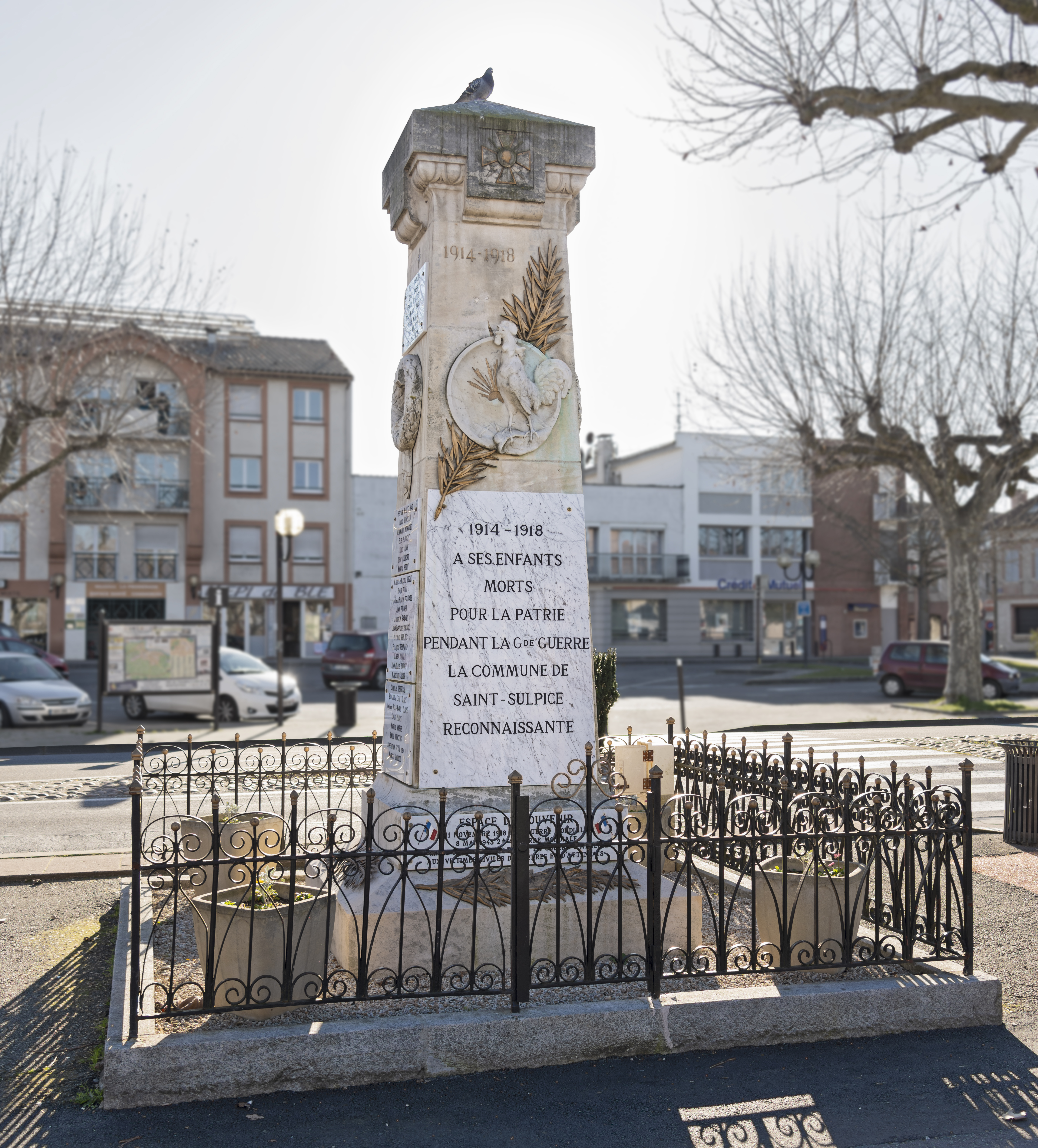
Pomnik wojenny.
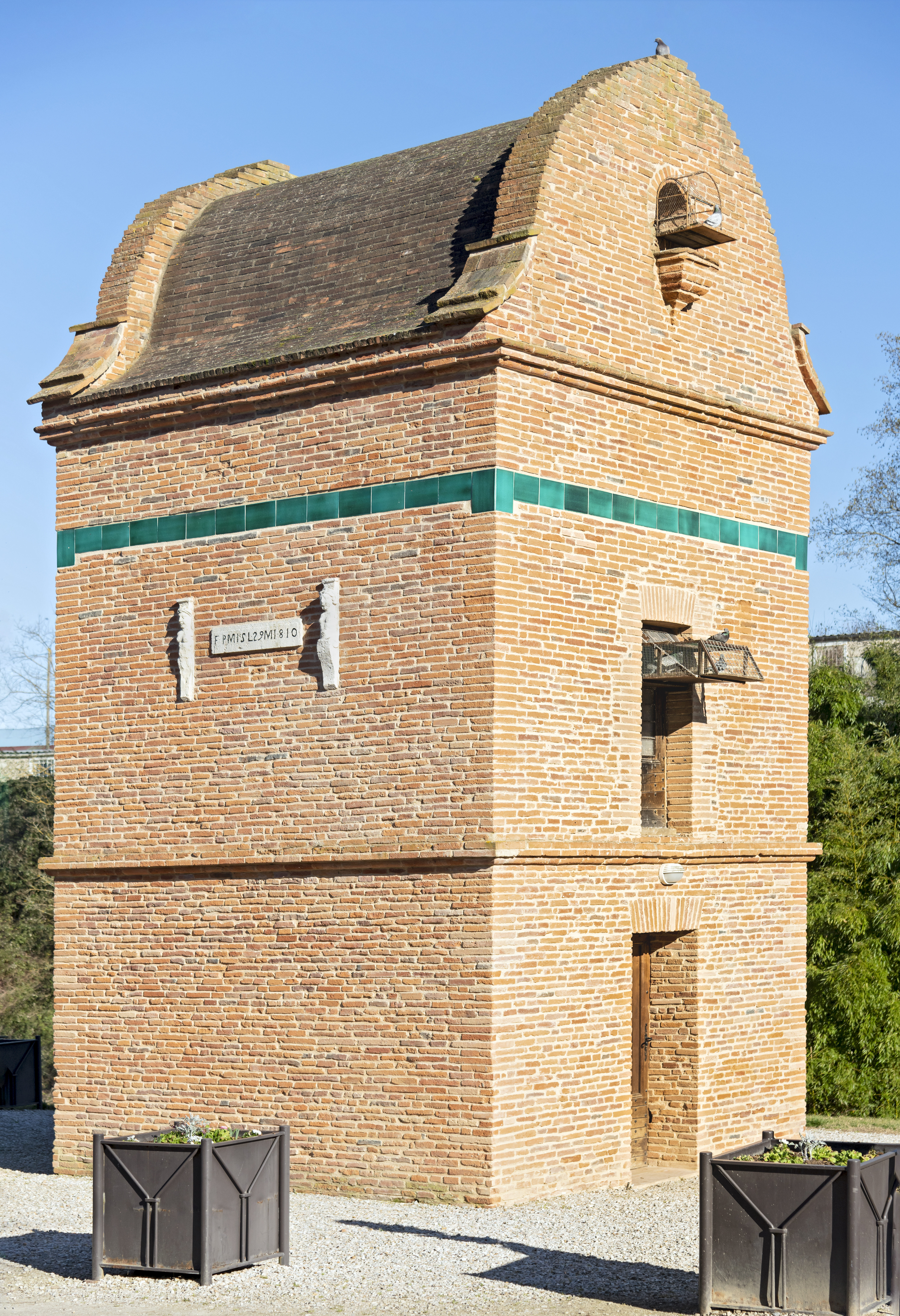
Gołębnik z 1810 roku
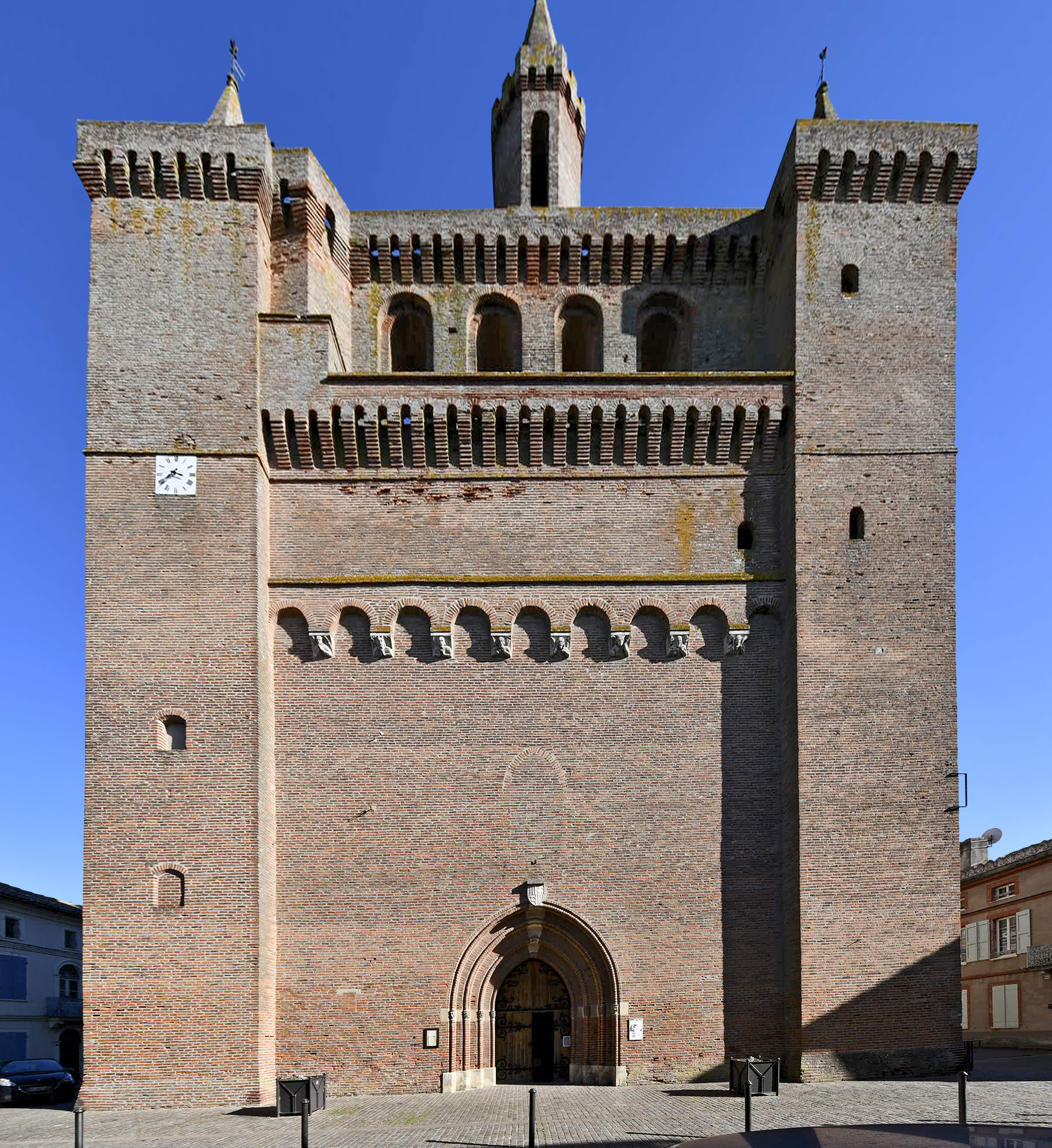
Kościół Notre-Dame
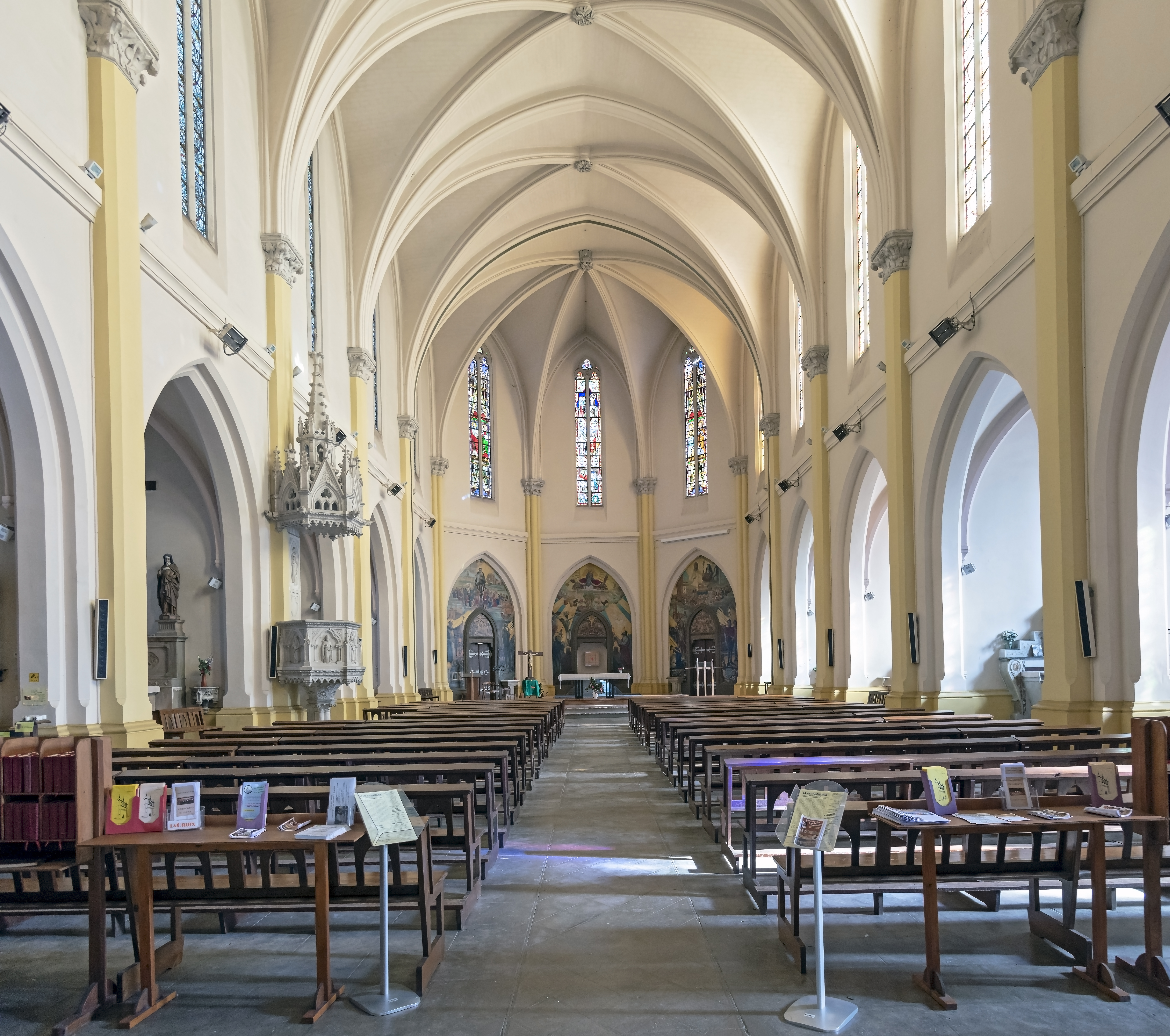
Widok na nawę